# Dora Kalaus Žulj
Dora Kalaus Žulj (* 24. Juni 1996 in Zagreb, Kroatien, geborene Dora Kalaus) ist eine ehemalige kroatische Handballspielerin, die dem Kader der kroatischen Nationalmannschaft angehört.

## Karriere

### Im Verein
Kalaus Žulj spielte anfangs Handball beim kroatischen Verein RK Mlinar. Nachdem sich ihre erste Mannschaft begann aufzulösen, wurde sie im Jahr 2008 von einem Jugendtrainer von ŽRK Podravka Koprivnica zum Probetraining eingeladen. Anschließend durchlief die Linkshänderin dort mehrere Jugendmannschaften. Zur Saison 2013/14 wechselte die Rückraumspielerin zum kroatischen Erstligisten ŽRK Koka Varaždin.
Kalaus Žulj lief ab der Saison 2015/16 für den Ligakonkurrenten ŽRK Lokomotiva Zagreb auf. Mit Lokomotiva gewann sie in der Saison 2016/17 den EHF Challenge Cup. Eine Spielzeit später gewann sie mit Lokomotiva den kroatischen Pokal. Kalaus verlor mit Lokomotiva das Finale des EHF European Cups 2020/21 gegen die spanische Mannschaft Rincón Fertilidad Málaga. Eine Woche nach dem verlorenen Europapokalfinale gewann sie mit Lokomotiva den kroatischen Pokal. 2022 gewann sie mit Lokomotiva die kroatische Meisterschaft. Im Sommer 2022 kehrte sie zu Podravka Koprivnica zurück. Mit Podravka Koprivnica gewann sie 2024 die kroatische Meisterschaft sowie 2023 und 2024 den kroatischen Pokal. Nach der Saison 2023/24 beendete sie ihre Karriere und trat der kroatischen Armee bei.

### In der Nationalmannschaft
Kalaus Žulj nahm mit der kroatischen Nationalmannschaft an der Europameisterschaft 2020 teil, bei der sie die Bronzemedaille gewann. Kalaus Žulj erhielt im Turnierverlauf nur wenige Spielanteile und bereitete lediglich einen Treffer vor. Zwei Jahre später nahm Kalaus Žulj erneut an der Europameisterschaft teil, bei der sie drei Treffer erzielte. Bei der Weltmeisterschaft 2023, bei der Kroatien den 14. Platz belegte, warf sie ein Tore.

## Sonstiges
Im Juni 2023 heiratete sie den Basketballspieler Tomislav Žulj. Ihre Zwillingsschwester Larissa, die jedoch Rechtshänderin ist, spielt ebenfalls Handball.